# Guarapari Esporte Clube
El Guarapari Esporte Clube es un equipo de fútbol de Brasil jugó en el Campeonato Brasileño de Serie B, la segunda división de fútbol en el país.

## Historia
Fue fundado el 12 de junio de 1930 en la ciudad de Guarapari del estado de Espirito Santo. Fue en el año 1976 que jugó por primera vez en el Campeonato Capixaba donde su primer partido fue una victoria por marcador de 3-2 ante Industrial, pero en esa temporada el club solo ganó dos partidos y terminó en último lugar.
Fue en la década de los años 1980 que el club comenzó a ser protagonista en la liga estatal, alcanzando la final estatal por primera vez en 1982, en una temporada en la que inició con ocho victorias consecutivas pero que terminó en segundo lugar. En 1986 volvieron a ser contendientes por el título estatal pero terminaron nuevamente en segundo lugar.
En 1987 la tercera fue la vencida luego de que solo perdieron un partido en la ronda de clasificación, pero que al jugar mal en la segunda ronda donde no ganaron un solo partido, se vieron forzadas a definir el título en una cuadrangular final que terminaron ganando y consiguiendo su primer título estatal en su historia. En ese mismo año jugaron por primera vez a escala nacional cuando participaron en el Campeonato Brasileño de Serie B donde fueron eliminados en la primera ronda tras terminar en quinto lugar del grupo C entre seis equipos, solo superando al Fluminense de Feira FC del estado de Bahía.
En 1990 volvieron a alcanzar la final estatal y la perdieron, descendiendo del Campeonato Capixaba en 1993 por primera vez, donde regresó a la primera división estatal en 1995, de la cual volvió a descender en 1996 para no regresar.
El club regresaría a la competición oficial en 2003 donde terminó en cuarto lugar entre seis equipos, y por los siguientes años estuvo en los lugares intermedios de la tabla con excepción del 2004 donde estuvo a punto de lograr el ascenso al Campeonato Capixaba.
Al terminar la temporada 2007 el club entró en una grave crisis financiera que lo llevaron a la demolición e su estadio en ese año para vender los terrenos donde estaba y el club si te vas en 2008 por el no pago de las deudas a tiempo ligada a fraude territorial.
Tras su desaparición, en el año 2000 nace el Atlético Guarapariense, aunque nació en divisiones menores fue hasta 2016 que ingresó a competir en la segunda división estatal con el fin de llenar el espacio que dejó el Guarapari Esporte Club por varios años.

## Palmarés
- Campeonato Capixaba: 1

1987